# Székely Levente Csaba
Székely Levente Csaba (Toldalag, Románia, 1955. május 21. –) állatorvos, országgyűlési képviselő volt a román parlamentben 2004-2008-ig az RMDSZ színeiben. Galați megye egyik Galați melletti választókerületéből került a parlamentbe. Legfőbb célja a vidékfejlesztés volt. 2010-től Vaslui megye RMDSZ-es prefektusa.

## Külső hivatkozások
- Camera Deputaților - Országgyűlés Archiválva 2016. február 24-i dátummal a Wayback Machine-ben
- Romániai Magyar Demokrata Szövetség - RMDSZ